# Yeniyurt, Fatsa
Yeniyurt là một xã thuộc huyện Fatsa, tỉnh Ordu, Thổ Nhĩ Kỳ. Dân số thời điểm năm 2010 là 17 người.